# Alojzij Odar
Alojzij Odar, slovenski rimskokatoliški duhovnik, teolog, kanonist in publicist,  * 19. junij 1902, Jereka, † 20. maj 1953, Buenos Aires.

## Življenje in delo
Odar je obiskoval osnovno šolo v Bohinjski Bistrici in Gorici, gimnazijo pa v Zavodu svetega Stanislava v Šentvidu pri Ljubljani, nato študiral bogoslovje na univerzi v Ljubljani in bil 1926 posvečen v duhovnika, ter prav tam 1928 doktoriral iz teologije. Nato je bil 1928–1929 kurat v ženski kaznilnici v Begunjah, 1929–1930 nadaljeval študije cerkvenega prava na Lateranski univerzi v Rimu in postal 1931 docent kanonskega prava na TeoF v Ljubljani. V Bogoslovnem vestniku je objavil razprave Cerkveni in jugoslovanski kazenski zakonik (1930); Kazen za sokrivce v cerkvenem pravu (1931); Dušni pastirji ekspoziti zlasti v ljubljanski škofiji (1931); Značaj zakona v italijanskem konkordatu (1932); Vprašanje o cerkvenih davkih (1933); O časti in dobrem imenu v kanonskem pravu (1933); Versko-politična zakonodaja v kraljevini Jugoslaviji (1934). Posebej pa je izdal še Govori pri duhovnih vajah (1931) in Sodbe rimske Rote v zakonskih pravdah (1934).
Odar je leta 1945 zapustil domovino, odšel v Italijo, nato pa v Argentino. V letih 1945−1953 je bil redni profesor cerkvenega prava in dekan teološke fakultete v izgnanstvu, sprva v Praglii (Italija), nazadnje pa v Adroguéju (Argentina). Njegova zasluga je, da so Slovenci med prvimi na svetu dobili prevod Zakonika cerkvenega prava (1944). Rimsko dovoljenje za prevod ima zaporedno številko 1.